# Mangelia multilineolata
Mangelia multilineolata é uma espécie de gastrópode do gênero Mangelia, pertencente a família Mangeliidae.